# Minifigur

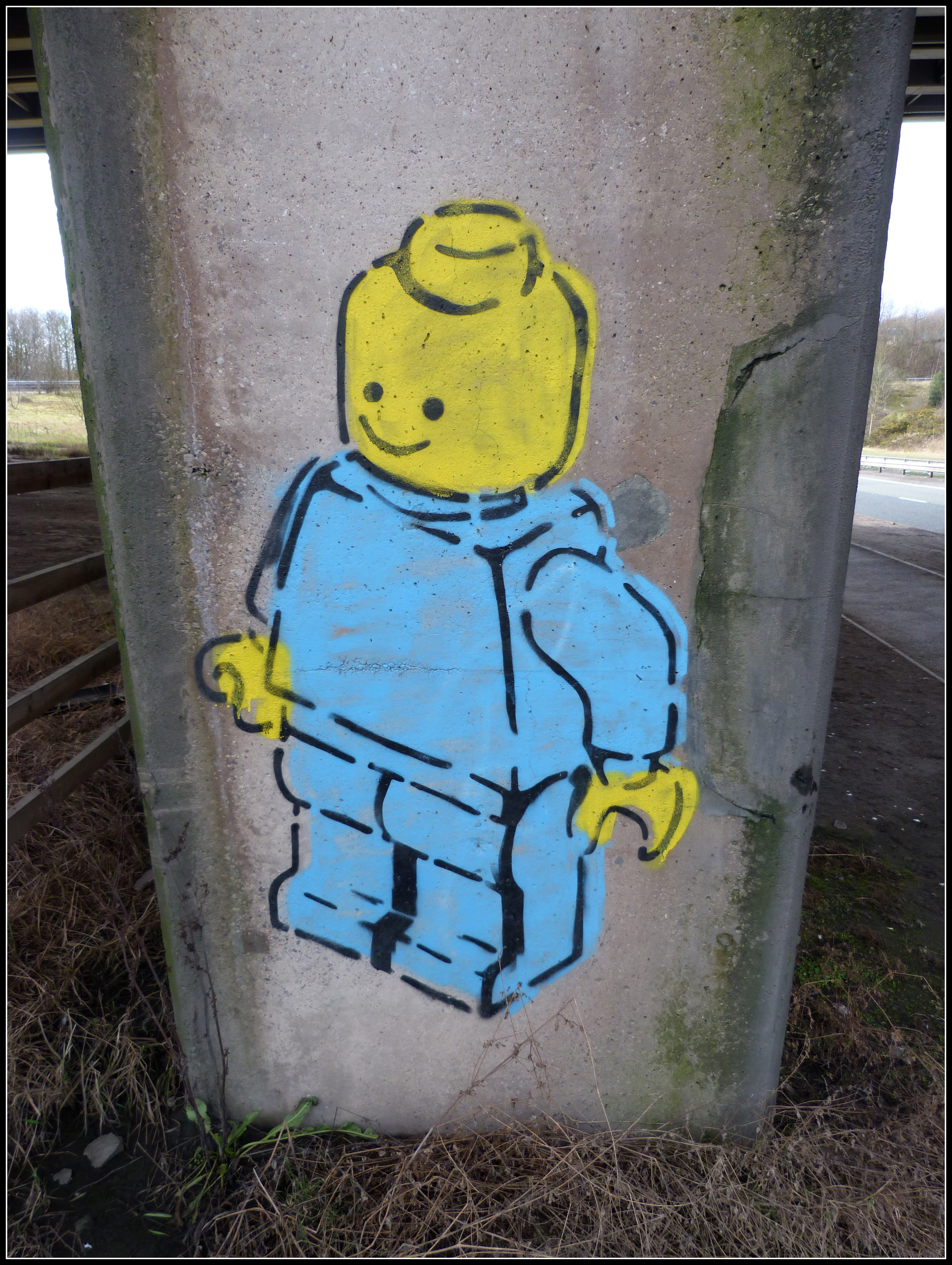
Graffito einer Lego-Minifigur

Minifigur ist die Bezeichnung für eine Spielfigur des dänischen Spielzeugherstellers Lego. Analog werden auch die Figuren anderer Hersteller von Klemmbausteinen häufig als Minifiguren bezeichnet. Vor allem unter erwachsenen Lego-Fans ist das Kurzwort Minifig üblich, das zudem im Zusammenhang mit Brickfilmen (Stop-Motion-Filme mit Legofiguren) verwendet wird.

## Geschichte
Die heute bei Lego gebräuchlichen Figuren wurden 1978 eingeführt und ersetzten die bereits 1975 erschienenen einfacheren Figuren, die keine beweglichen Arme, Beine und Gesichter hatten. Gleich war beiden Figurtypen die gelbe Hautfarbe von Kopf und Händen, die eine ethnische Zuordnung nicht zulässt. Zunächst hatten alle Figuren die gleiche Gesichtsbedruckung bestehend aus zwei Punkten als Augen und einem gebogenen Strich als Mund und auch denselben Körperbau, welcher sich nur durch Farbgebung, Torso-Aufdruck und unterschiedliche Kopfbedeckungen sowie Accessoires unterschied. Abweichungen von diesem Grundmuster gab es erstmals 1989, als mit der Einführung des Piraten-Themas Figuren mit verschiedenen Gesichtsbedruckungen wie Gesichtsbehaarung oder Augenklappen erschienen. Gleichzeitig wurden einzelne Beinteile durch Holzbeine und Handteile durch Haken ersetzt. Seitdem wurde das Grundmuster durch unterschiedliche Hautfarben und geänderte Gliedmaßen – wie z. B. kürzere Beine für Kinderfiguren – stets weiter variiert.
Die Lego-Minifigur ist 40,1 mm hoch, wobei die Kopfbedeckung noch dazu kommt. Dies entspricht der Höhe von vier Lego-Steinen.

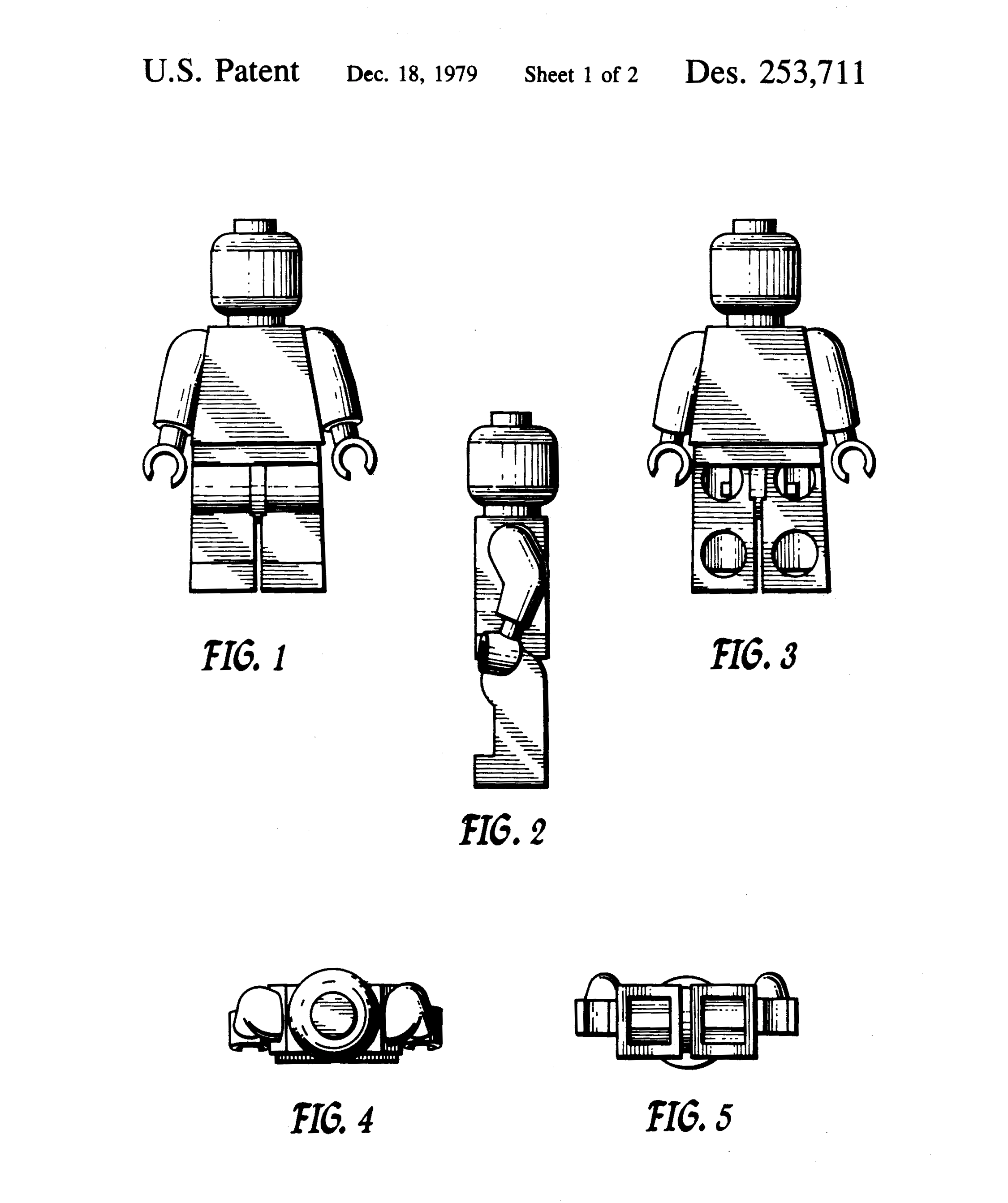
Darstellung der Lego-Minifigur im US-Patent von 1979
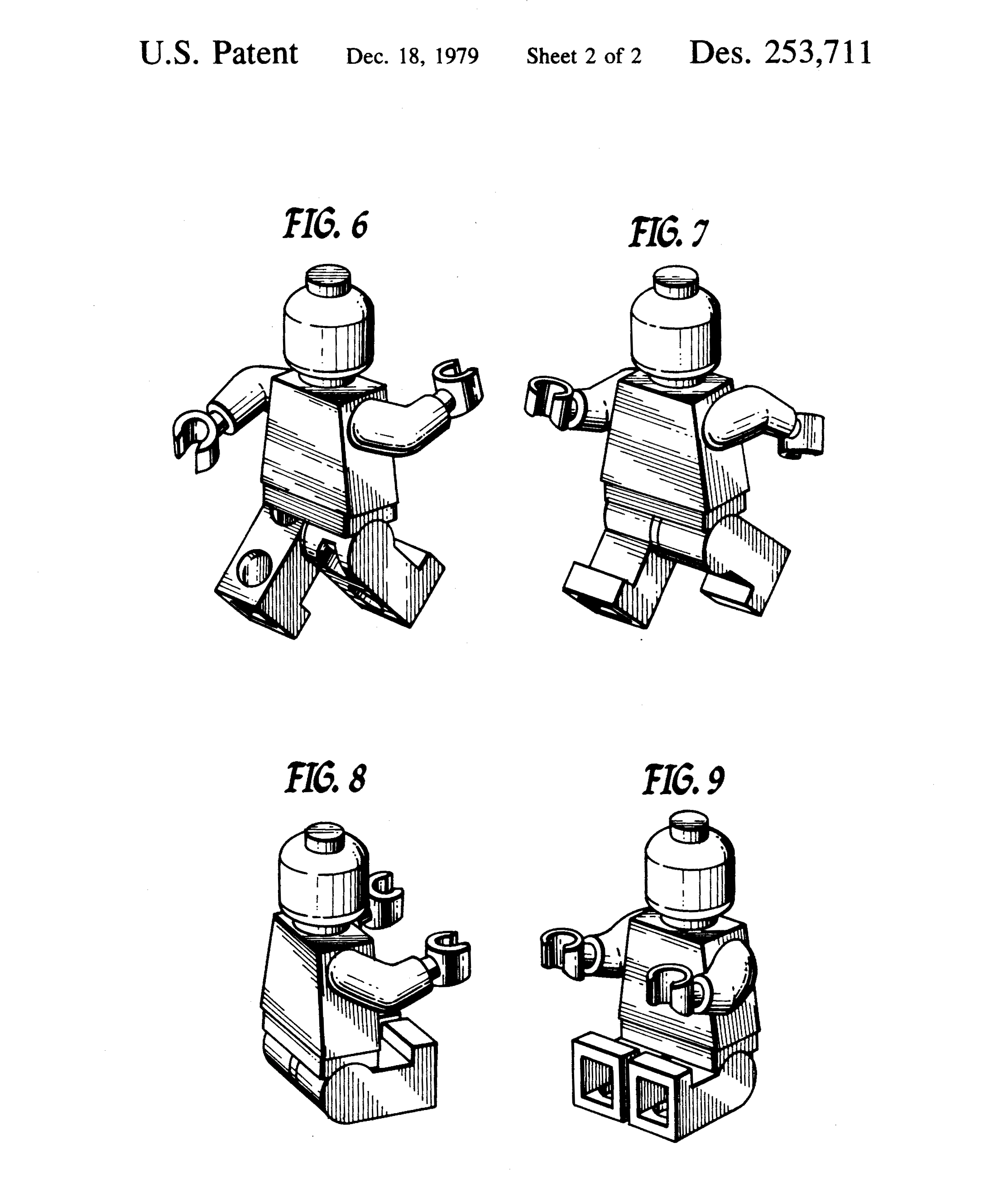
Darstellung der Lego-Minifigur im US-Patent von 1979
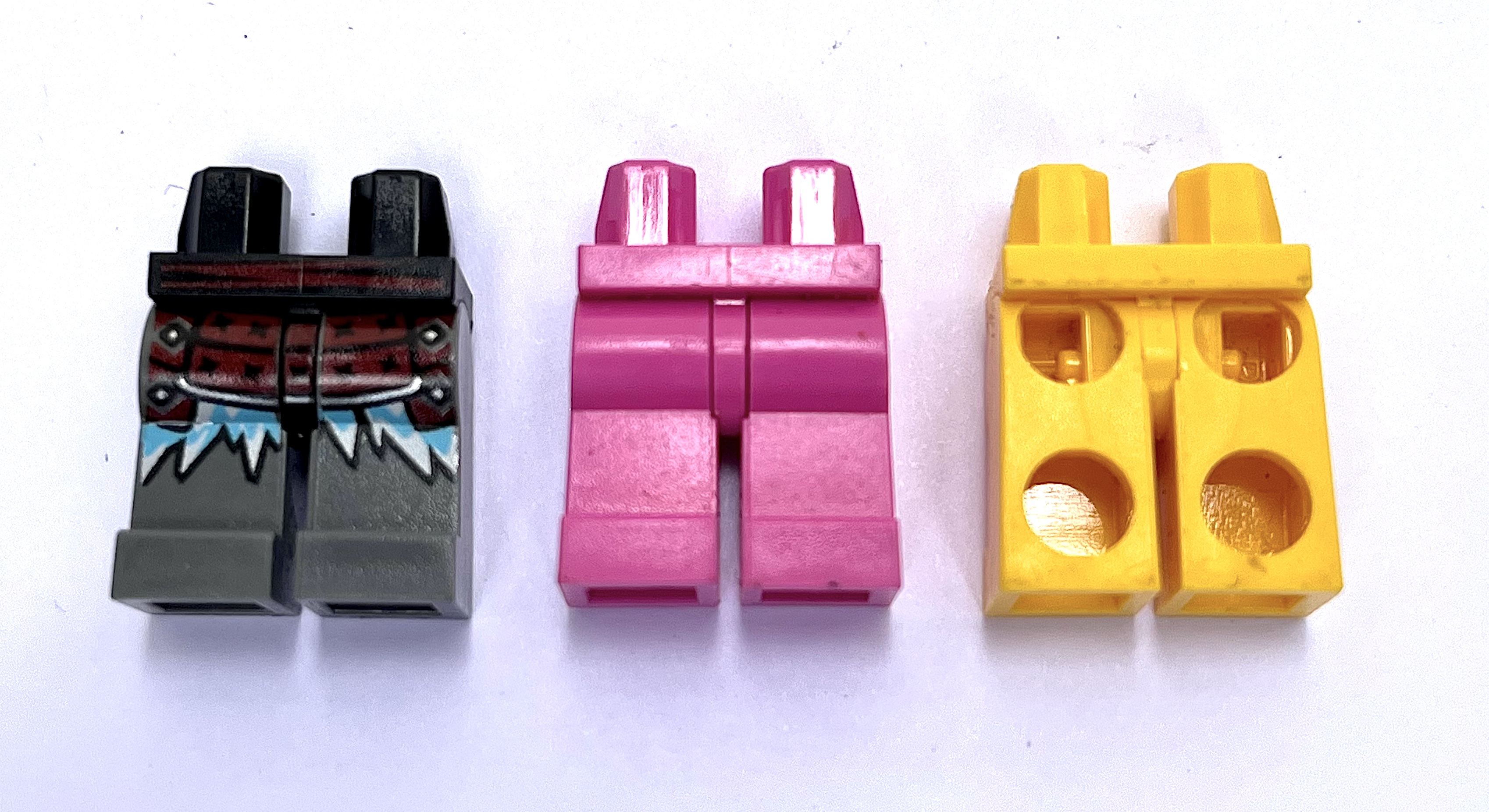
Verschiedene Beine bei Lego-Minifiguren: bedruckt, Vorderseite und Rückseite
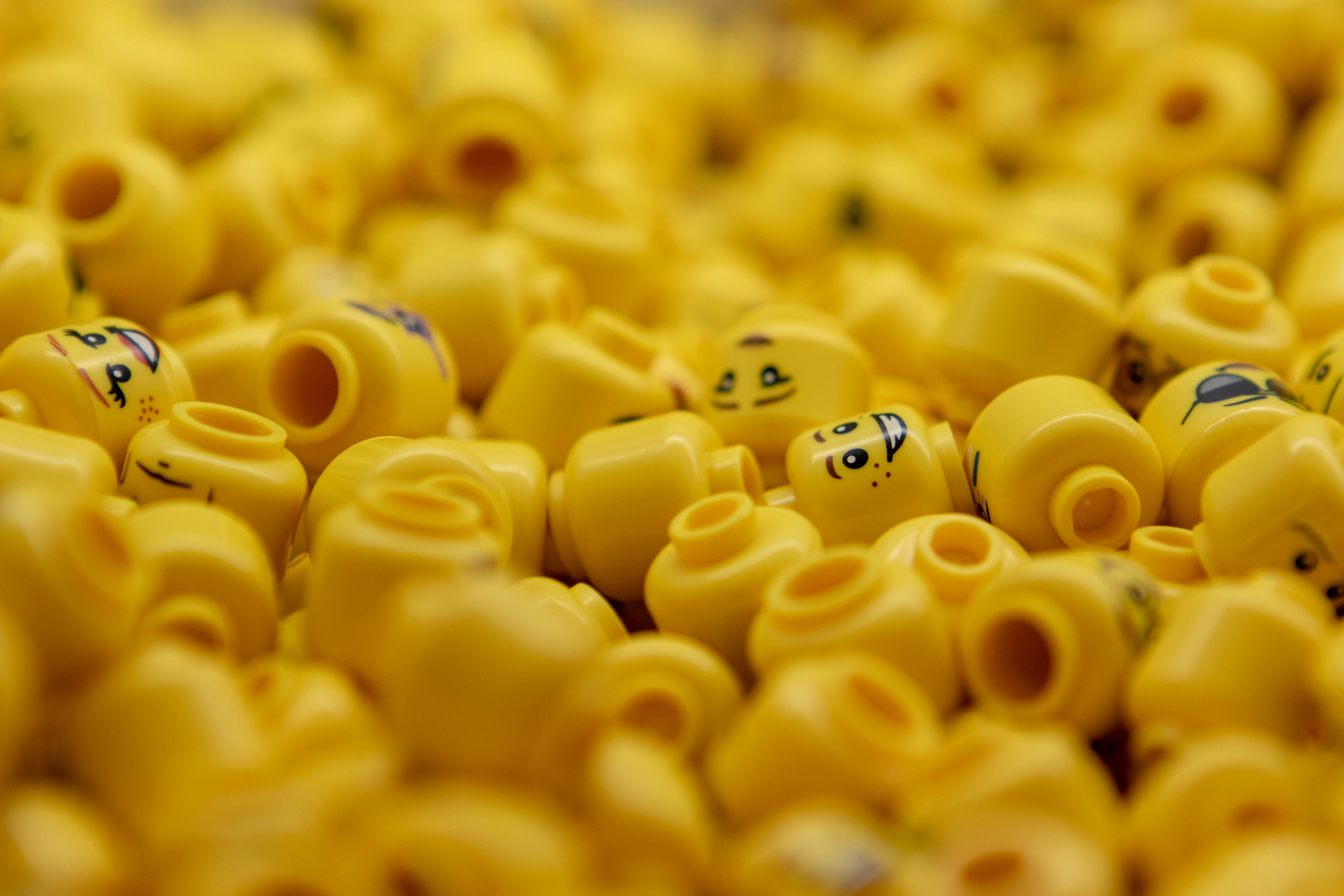
Köpfe von Lego-Figuren

## Minifiguren anderer Hersteller

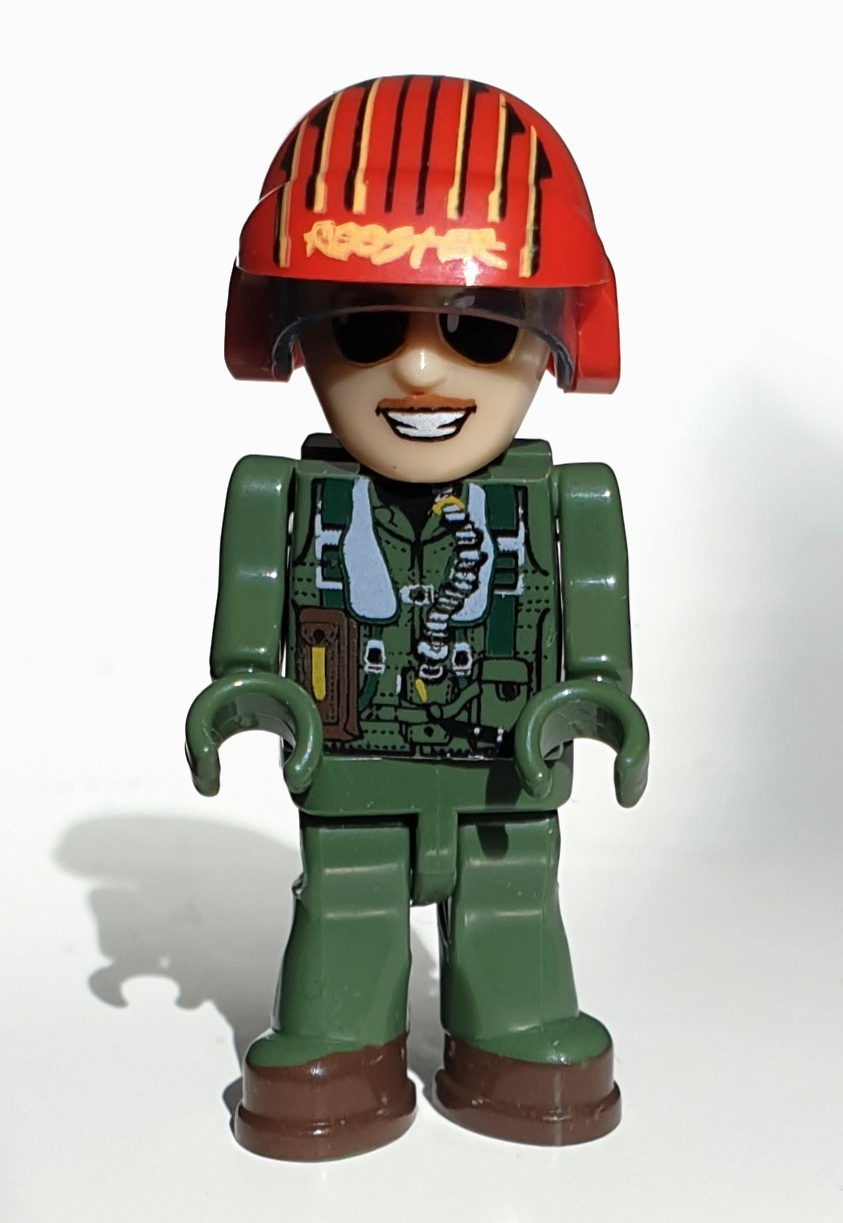
Minifigur aus dem Cobi-Set 5804 „Top Gun Maverick“

In Analogie zu den Lego-Minifiguren werden auch die Spielfiguren von anderen Herstellern von Klemmbausteinen häufig ebenfalls als Minifiguren bezeichnet, darunter etwa die vom polnischen Hersteller Cobi oder den chinesischen Herstellern Qman und Xingbao.
Da Lego einen europäischen 3D-Markenschutz auf die Form der Minifigur hat, wurde einem Händler in Deutschland in einem Urteil vom August 2022 untersagt, Spielzeugsets mit Minifiguren anderer Hersteller zu importieren und zu vermarkten, da sie „der Marke der Klägerin aus der hier maßgeblichen Perspektive des Gesamteindrucks eines durchschnittlichen Verbrauchers hochgradig ähnlich“ seien.